# Polesine Zibello
Polesine Zibello est une commune italienne d'environ 3 300 habitants, située dans la province de Parme, en Émilie-Romagne.
La commune a été créée le 1er janvier 2016 par la fusion des territoires des anciennes communes de Polesine Parmense et Zibello.

## Administration
| Période                                  | Période  | Identité | Étiquette | Qualité |
| ---------------------------------------- | -------- | -------- | --------- | ------- |
|                                          | En cours |          |           |         |
| Les données manquantes sont à compléter. |          |          |           |         |

### Hameaux
Ardella, Ardola, La Motta, Ongina, Pieveottoville, Rota Ancone, Santa Croce, Vidalenzo

### Communes limitrophes
Busseto, Pieve d'Olmi, Roccabianca, San Daniele Po, Soragna, Stagno Lombardo, Villanova sull'Arda.